# Elorriaga

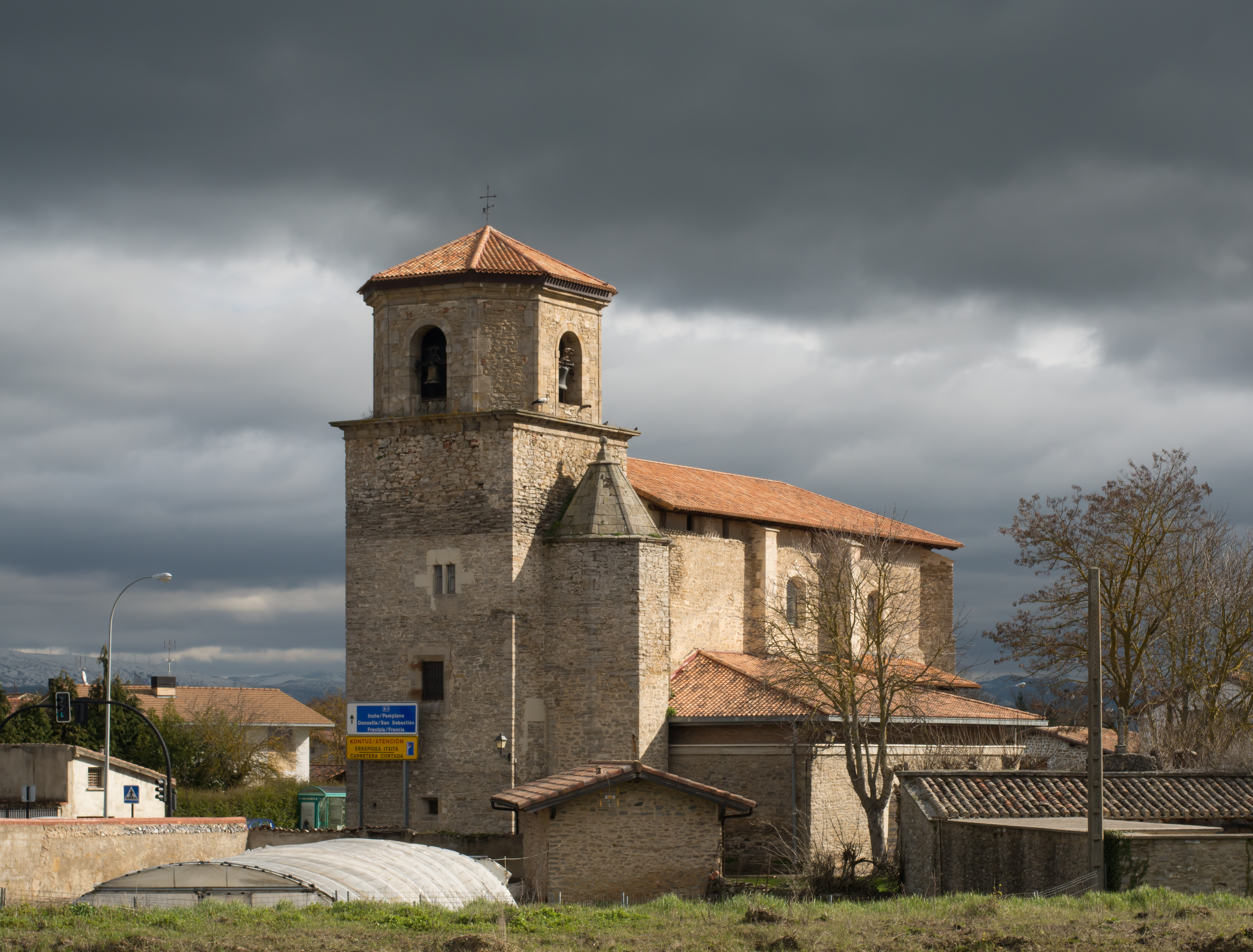
Iglesia de san Pedro en Elorriaga

Elorriaga es un concejo del municipio de Vitoria, en la provincia de Álava, País Vasco (España).

## Toponimia
En el año 1025 en la Reja de San Millán, consta como Elhorriaga.El nombre propuesto por la Real Academia de la Lengua Vasca-Euskaltzaindia en el año 2001 es Elorriaga.

## Geografía
Está situado al este de Vitoria, a 4 km del centro urbano, a orillas del arroyo Ricallor. Atraviesa la localidad la carretera N-104, que sirve de acceso este a la ciudad de Vitoria desde la A-1. A pocos metros se encuentra el parque de Salburua y un paseo de 8 km permite ir desde Elorriaga hasta Puente Alto pasando por Arcaya, la balsa de Otazu y Mendiola, en aproximadamente dos horas. La expansión de los barrios del nuevo distrito de Salburua, en la periferia este de la ciudad, supuso la absorción de la aldea al trazado urbano de Vitoria en los primeros años del siglo XXI. Forma parte de la Zona Rural Este de Vitoria.
|               | Norte: Zurbano                                        |               |
| Oeste: Betoño |                                                       | Este: Arcaute |
|               | Sur: Sector de Arkaiate, barrio de Salburua (Vitoria) |               |

## Historia
Antiguamente gobernado por los Hijosdalgos de la Junta de Elorriaga, hasta la segunda mitad del siglo XIX fue un municipio independiente, integrándose en el municipio de Vitoria en torno a 1870. En el censo de 1860 (el último que lo recoge como municipio) las localidades que integraban este municipio sumaban un total de 1.071 habitantes.

## Demografía
En 2018 Elorriaga cuenta con una población de 108 habitantes según el Padrón Municipal de habitantes del Ayuntamiento de Vitoria.
| Gráfica de evolución demográfica de Elorriaga entre 1842 y 1860                                                       |
| |
| Población de derecho según los censos de población del INE. Población de hecho según los censos de población del INE. |

| Gráfica de evolución demográfica de Elorriaga entre 2000 y 2018                                          |
| |
| Población (2000-2017) según los censos de población del INE. Población según el padrón municipal de 2018 |

## Cultura

### Patrimonio material
- Iglesia de San Pedro. Posee una portada de arcos con arquivoltas lisas del siglo XIV, si bien la fábrica del templo es en su mayoría del siglo XVI. En su interior posee un retablo mayor del siglo XVII, al que acompañan los retablos laterales de San Sebastián y la Virgen del Rosario.[8] Otras piezas finalmente talladas son los paneles de la escalera y el antepecho del púlpito, trabajado en caoba, obra de Marcos de Ordozgoiti en 1861. Entre los medallones que lo decoran hay uno que representa a su autor.
- Palacio de Elorriaga.
- Casa de la Junta de los Hijosdalgo de Elorriaga. Edificio de estilo barroco del s. XVII. [9]
- Fuente Vieja de Arcaute y Elorriaga. Fuente o abrevadero que data de entre los siglos XVII y XVIII. [10]

### Patrimonio inmaterial
- Celebran su fiesta patronal el 29 de junio (San Pedro).[11]
- 'Día del Arriero – Mandazain Eguna'. Festividad celebrada por primera vez en febrero de 2024. Se aprovechan las fechas del festivo del Día de los Arrieros para esta celebración (último fin de semana de enero o primero de febrero). Una fiesta cuyo objetivo es incentivar la unión del pueblo.[12]

La vecindad de Elorriaga es conocida con el apodo de 'Arrieros', (profesionales en el transporte de animales). Un oficio que, a día de hoy, ya está extinguido casi en su totalidad (al menos en el País Vasco y en España).